# Hyloscirtus colymba
Hyloscirtus colymba hoặc La Loma Treefrog là một loài ếch trong họ Nhái bén.
Nó được tìm thấy ở Costa Rica, Panama, và có thể Colombia.
Các môi trường sống tự nhiên của chúng là các khu rừng ẩm ướt đất thấp nhiệt đới hoặc cận nhiệt đới, các khu rừng vùng núi ẩm nhiệt đới hoặc cận nhiệt đới, và sông. Loài này đang bị đe dọa do mất môi trường sống và nhiễm nấm Chytridiomycota 

## Hình ảnh

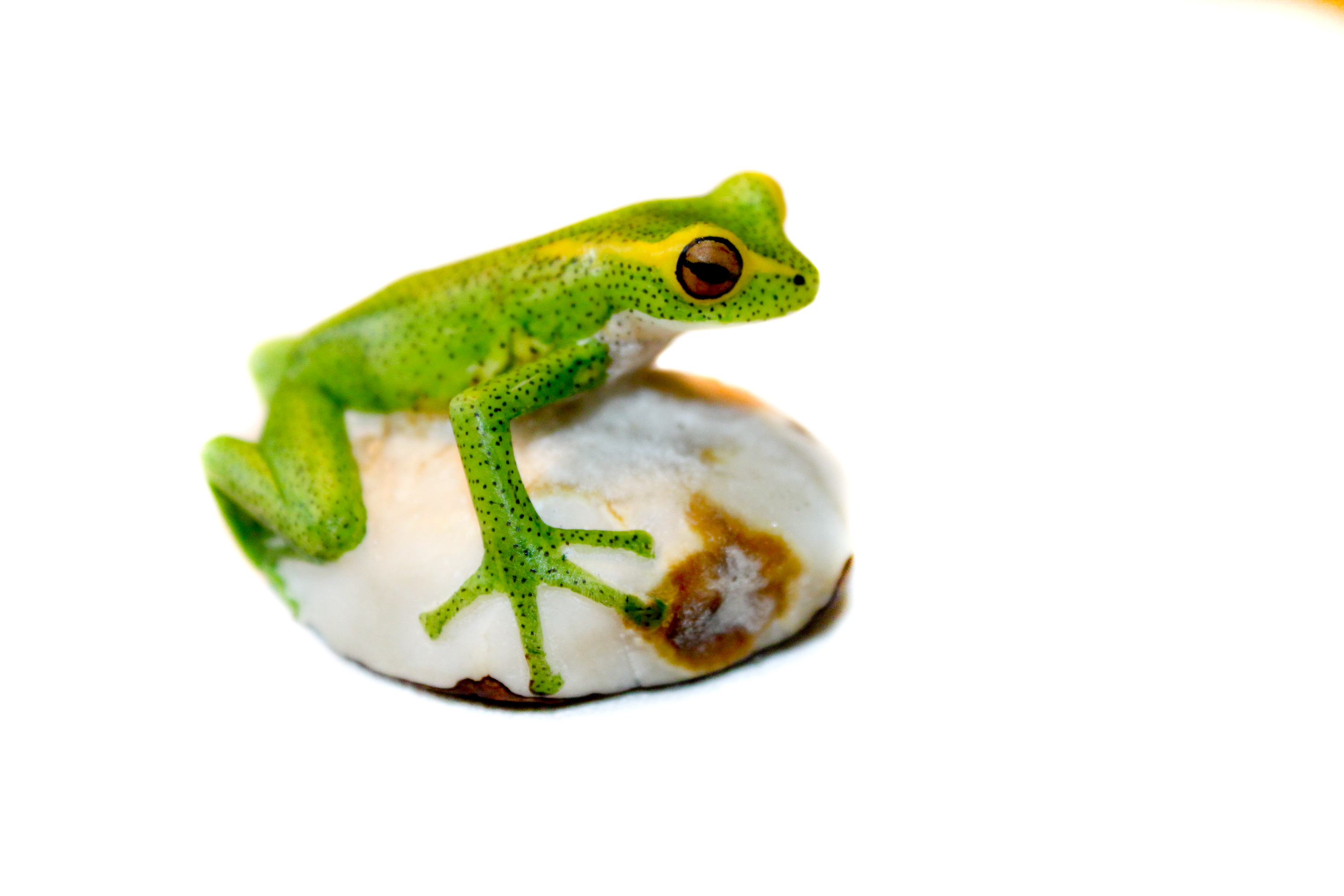
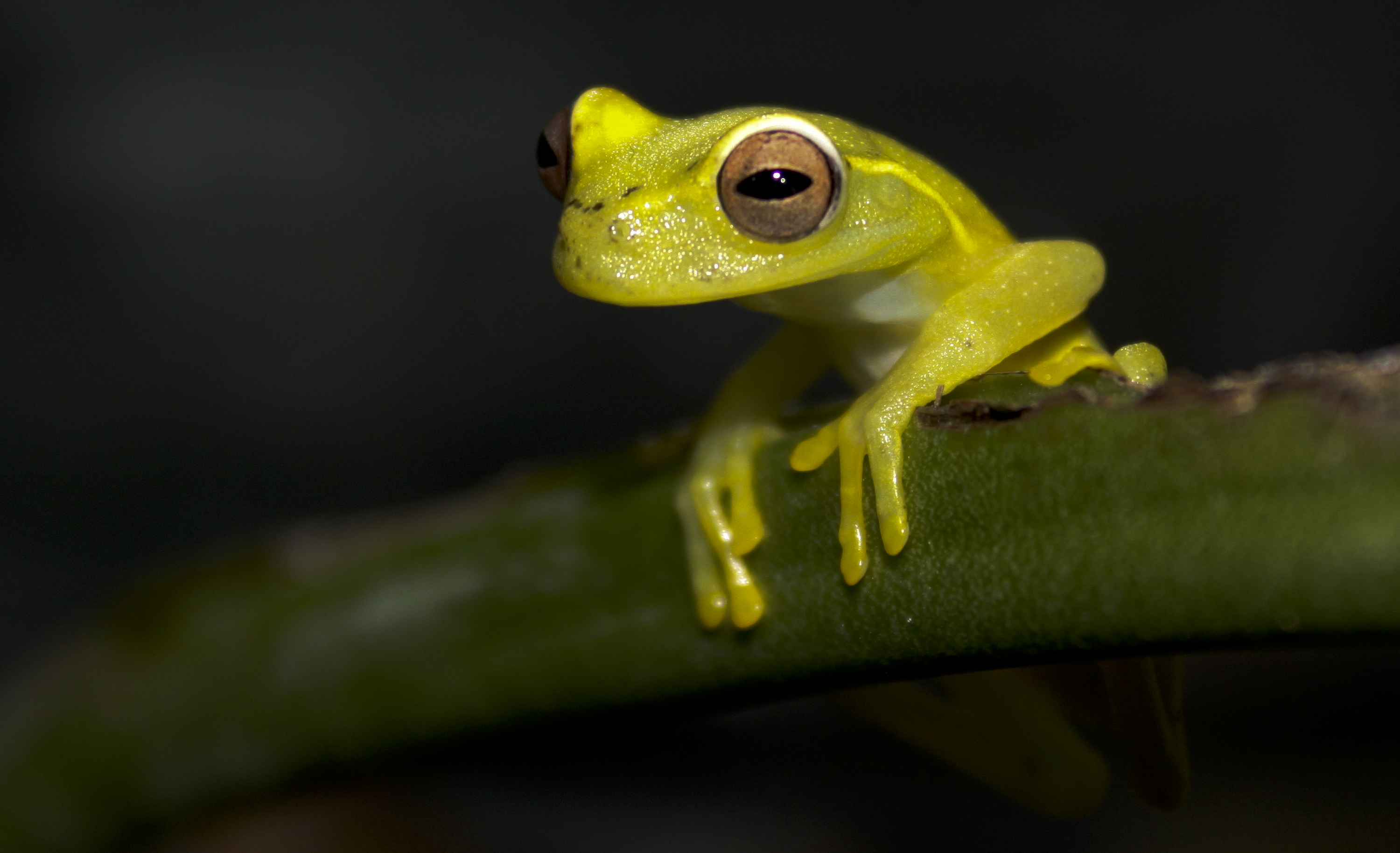
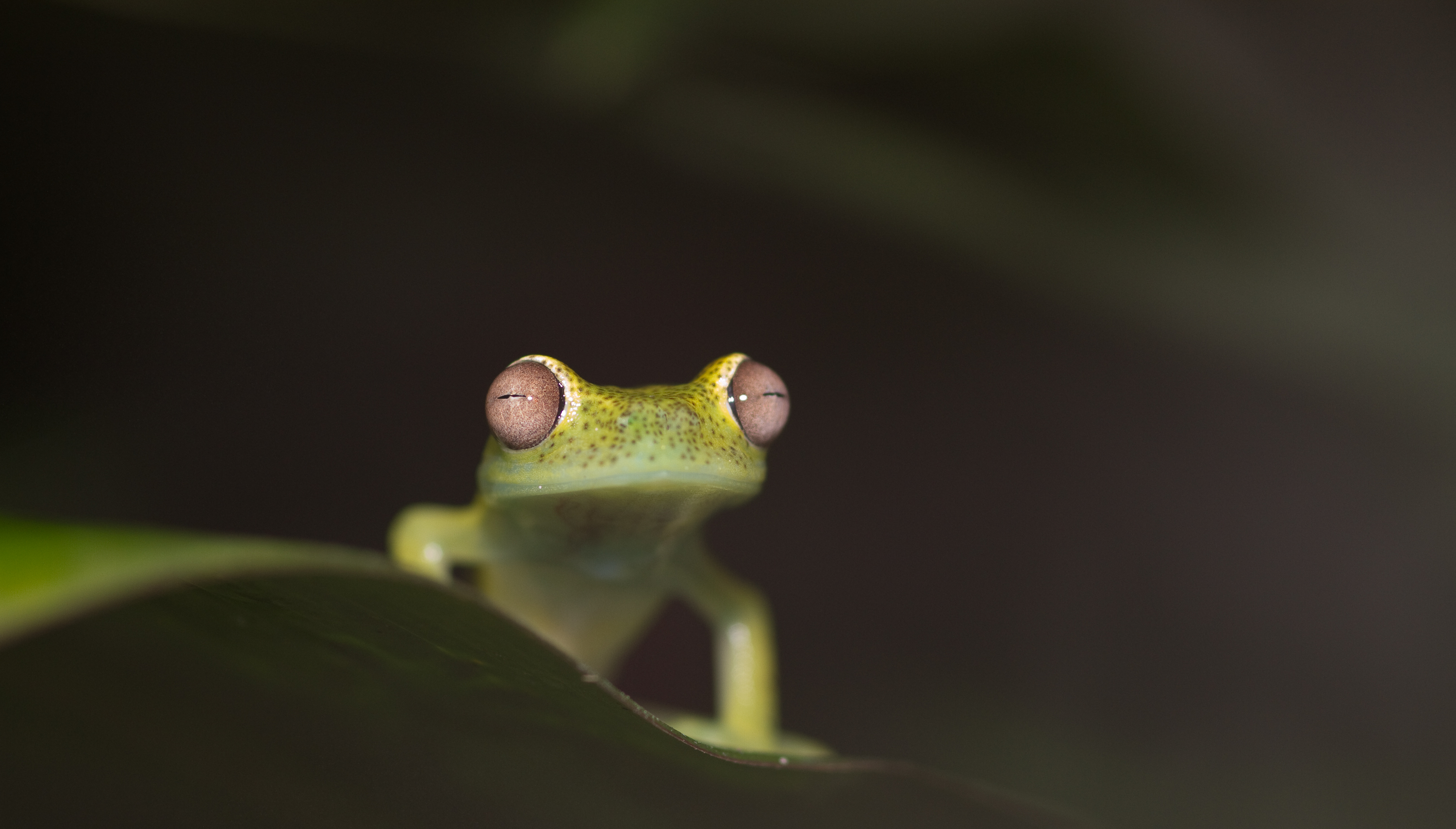
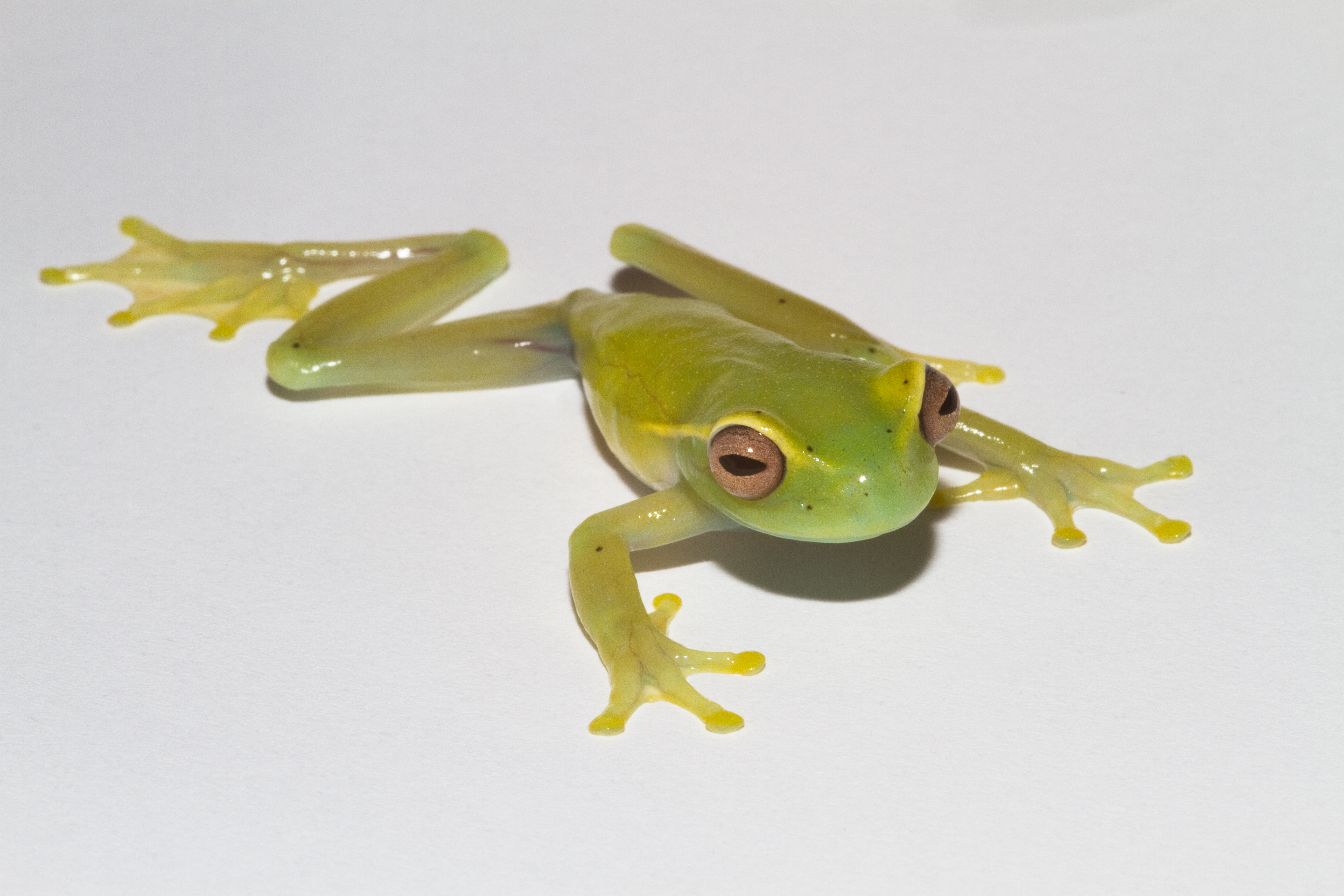